# Korv-Ingvar

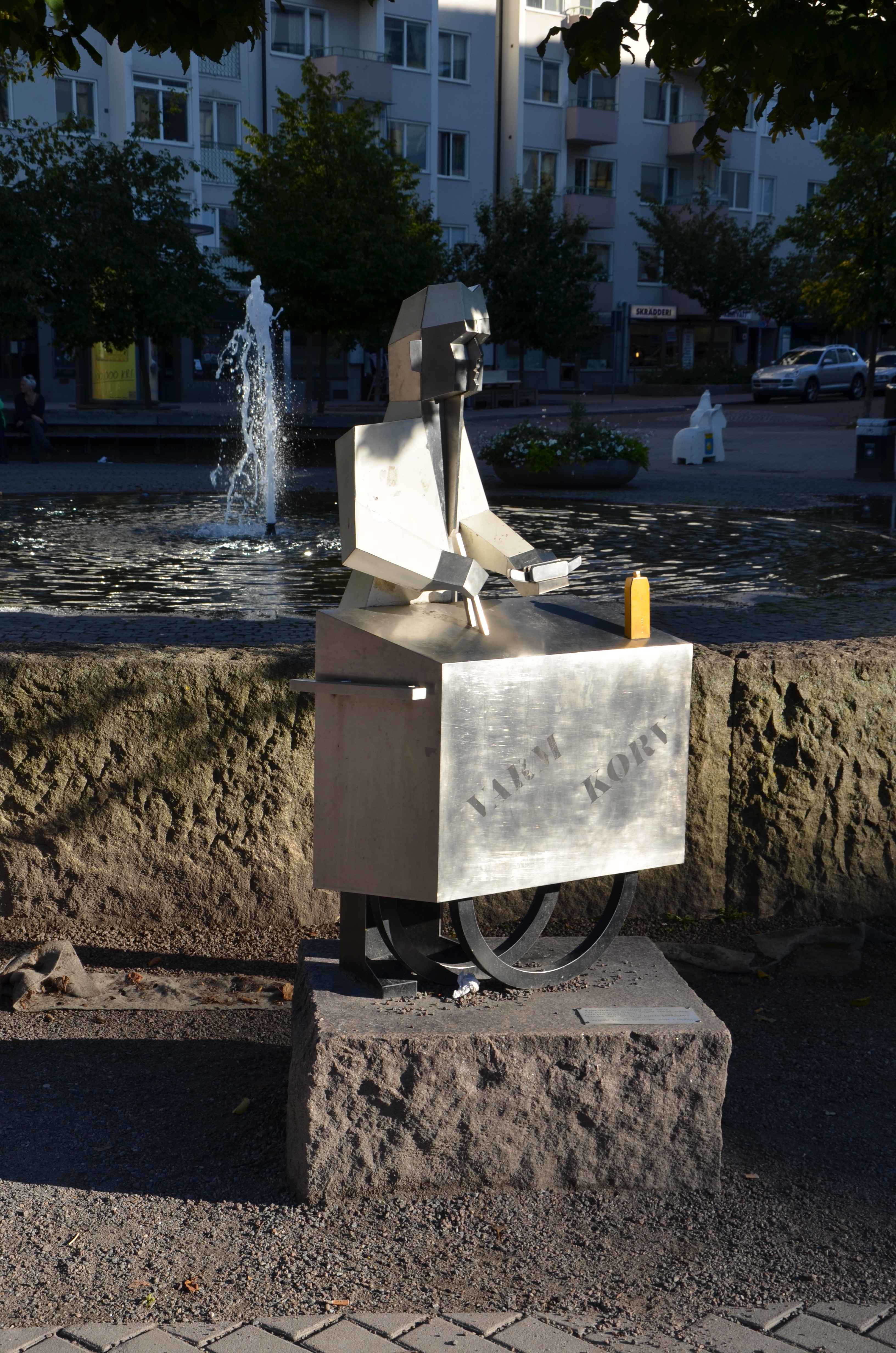
Korv-Ingvar av Thomas Qvarsebo, 2001, busstorget i Solna Centrum

Elof Ingvar Rogell, ofta kallad Korv-Ingvar, född 13 september 1920 i Delsbo, död 23 september 1999 i Solna församling, var en lokalt välkänd korvförsäljare i Solna. 
Den första korvkiosken öppnades av honom i centrala Solna 1948. Hans söner tog över rörelsen under 1990-talet. Efter ombyggnad av bussterminalen vid Solna centrum under 2005–2006 finns nu en korvkiosk, benämnd Korv-Ingvars, centralt placerad invid terminalen.
Korv-Ingvar finns förevigad i form av en skulptur av Thomas Qvarsebo vid busstorget i Solna Centrum. Korv-Ingvar är begravd på Solna kyrkogård.